# Glochidion phyllochlamys
Glochidion phyllochlamys är en emblikaväxtart som beskrevs av Airy Shaw. Glochidion phyllochlamys ingår i släktet Glochidion och familjen emblikaväxter. Inga underarter finns listade i Catalogue of Life.